# MotoGP 15
MotoGP 15 – komputerowa gra wyścigowa i sportowa podejmująca tematykę wyścigów motocyklowych, stworzona przez studio Milestone. Gra została wydana 24 czerwca 2015 roku i jest przeznaczona dla platform Xbox 360, Xbox One, PlayStation 3, PlayStation 4 i Microsoft Windows.
W grze MotoGP 15 udostępnione są wszystkie tory i wszyscy zawodnicy startujący w sezonach 2014-2015 w MotoGP, Moto2 i Moto3. Wyścigi mogą być rozgrywane w wietrze oraz w deszczu.